# Notholca latistyla
Notholca latistyla is een raderdiertjessoort uit de familie Brachionidae. De wetenschappelijke naam van deze soort is voor het eerst geldig gepubliceerd in 1918 door Olofsson.